# 最後の一葉 (太田裕美の曲)
「最後の一葉」（さいごのひとは）は、太田裕美が1976年の9月に発売したシングルである。デビューシングルの「雨だれ」同様に、太田自身のピアノによる弾き語りのヒット曲となった。

## 解説
- O・ヘンリーの短編小説「最後の一葉」が原作である。

## 収録曲
A面
1. 最後の一葉（3分39秒）
  - 作詞:松本隆／作曲:筒美京平／編曲:萩田光雄

B面
1. 銀のオルゴール（3分05秒）
  - 作詞:松本隆／作曲:筒美京平／編曲:萩田光雄